# KFF Apolonia
KFF Apolonia é um clube de futebol feminino albanês com sede em Fier. Elas competem no campeonato albanês de futebol feminino.